# Claus Korch

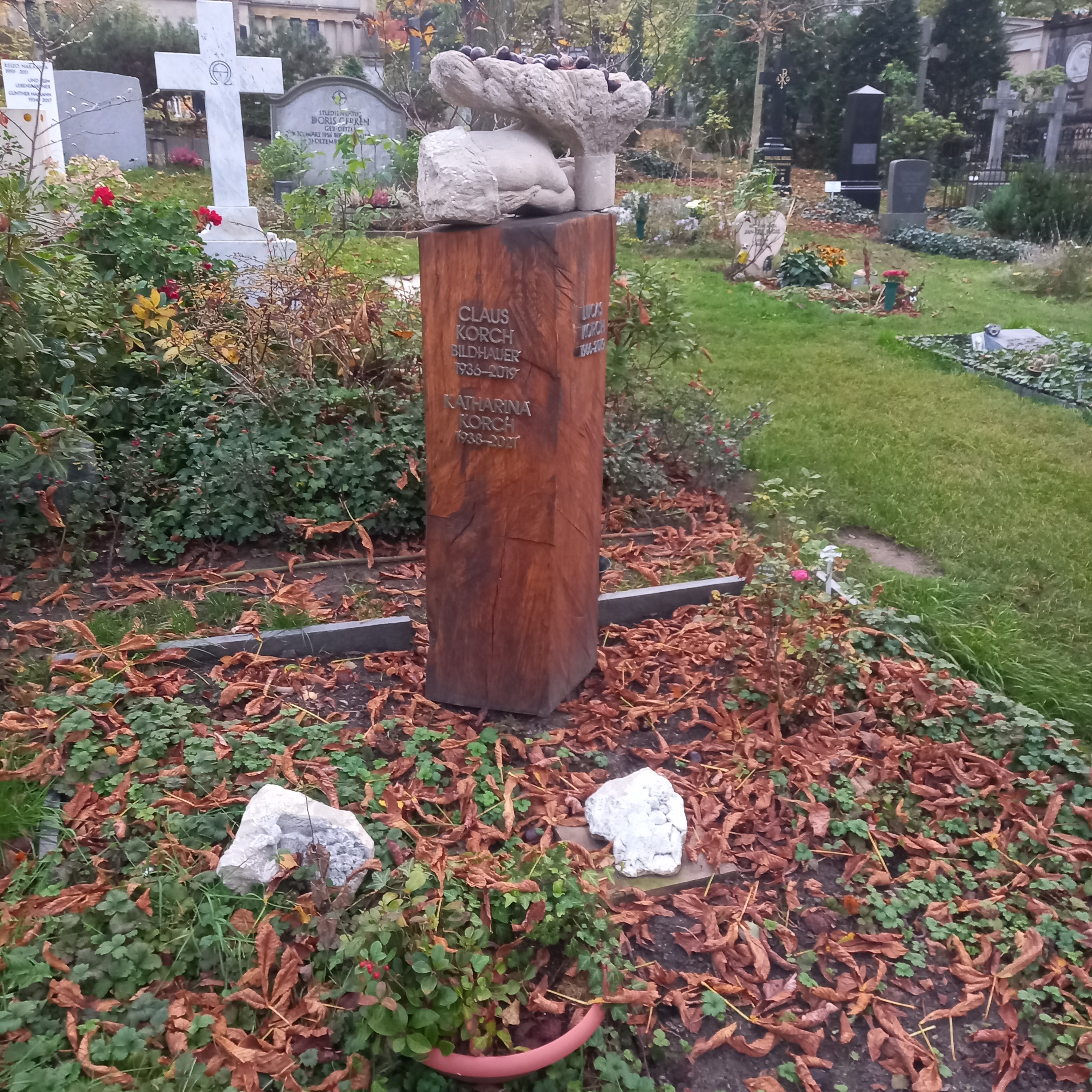
Das Grab von Claus Korch und seiner Ehefrau Kathatina auf dem Alten St. Matthäus-Kirchhof in Berlin

Claus Korch (* 27. März 1936 in Magdeburg; † 11. Januar 2019) war ein deutscher Bildhauer und Grafiker.

## Leben
Claus Korch studierte von 1956 bis 1961 an der Hochschule für bildende Künste Berlin bei Ludwig Gabriel Schrieber. Die offene Haltung des Lehrers machte es seinen Schülern leicht, eigene Wege zu suchen. Dies traf in besonderem Maße auf Claus Korch zu. Auf Grund seiner Tätigkeit als Zeichenlehrer musste er sich nicht dem harten Konkurrenzkampf um die öffentlichen oder privaten Aufträge aussetzen, sondern konnte leichter seinen eigenen Vorstellungen folgen, unabhängig von Moden oder den zeitgemäßen Verwerfungen. Selbst bei der Porträtplastik, traditionell eine Aufgabe, bei der man die Wünsche des Auftraggebers zu berücksichtigen hatte, war er frei für individuelle Gestaltungen.
Die Arbeitsweise von Claus Korch war von methodischer Klarheit. Es gibt bei ihm Plastiken und Skulpturen. Wie seine Kollegen beherrschte er die für die figürliche Bildhauerei gleichsam standardisierte Vorgehensweise: Modellieren in Ton, Abformen in Gips und anschließend der Bronzeguss, der von einer Gießerei ausgeführt wurde. Claus Korch wählte Bronze bei etlichen Porträts oder bei ausgreifend bewegten Figuren, wie zum Beispiel der „Liegenden“ von 1983.
Für ihn jedoch war Bronze nicht das bevorzugte Material: Korch war Steinbildhauer aus Passion. Damit machte er sich das Künstlerleben schwerer als viele seiner Kollegen, denn diese Arbeit ist riskanter als das Modellieren im weichen Ton.
Claus Korch, der seine Steinarbeiten eigenhändig ausführte, arbeitete dabei immer wieder direkt ohne Vorstufe; einen Teil seiner Skulpturen jedoch bereitete er durch plastische oder zeichnerische Skizzen vor. Nie jedoch war die Übertragung in das Originalmaterial und den größeren Maßstab ein mechanisches Kopieren. Häufig modellierte Korch die kleinen plastischen Modelle nicht im weichen Ton, sondern in Gips. Die Sprödigkeit dieses Materials steht dem Stein etwas näher.
Wegen kleiner Auflagen wenig bekannt ist das buchkünstlerische Werk, z. B. zwölf Kaltnadelradierungen zu Brüder Grimm „Die zwölf faulen Knechte“ (Berlin 1984, 20 Exemplare).
Ab 1961 arbeitete er als selbständiger Bildhauer in Berlin. Claus Korch starb im Januar 2019 im Alter von 82 Jahren.

## Einzelausstellungen
- 1969: Ladengalerie Berlin
- 1973: Kunsthalle Bremen
- 1974: Landesmuseum Oldenburg
- 1975: Galerie Bassenge, Berlin
- 1978: Kunsthalle Mannheim
- 1979: Galerie Bassenge, Berlin
- 1981: Galerie Pels-Leusden, Berlin
- 1989: Museum für Kunst und Kulturgeschichte der Hansestadt Lübeck
- 1991: Galerie Taube, Berlin
- 1995: Galerie Taube, Berlin
- 2006: Georg-Kolbe-Museum, Berlin
- 2011: Universitätsbibliothek der Freien Universität Berlin
- 2013: Galerie Taube, Berlin

## Werke im öffentlichen Besitz

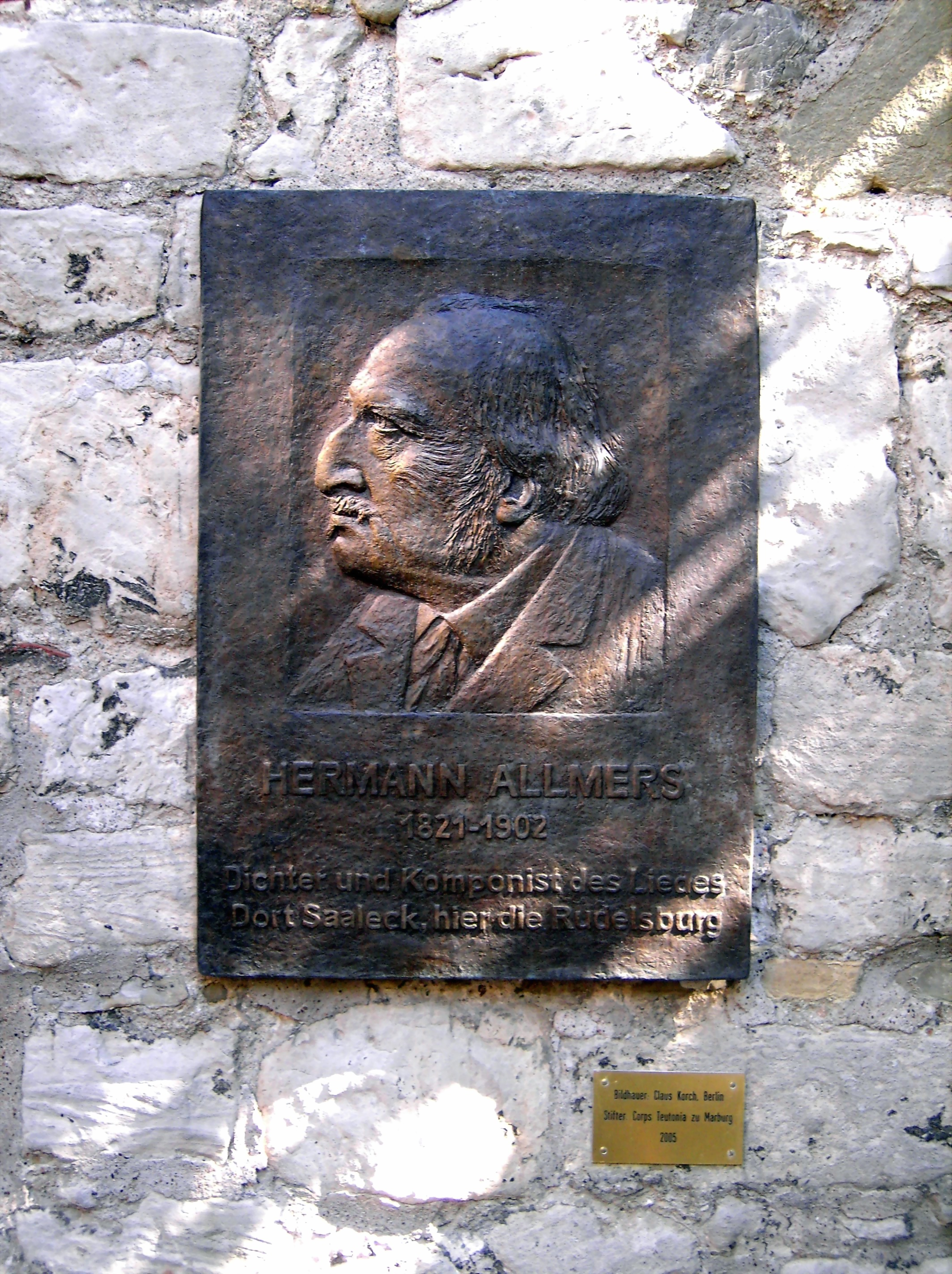
Gedenktafel für Hermann Allmers auf der Rudelsburg (2005)

Berlinische Galerie; Bode-Museum, Berlin; Georg-Kolbe-Museum, Berlin; Kupferstichkabinett, Berlin; Münzkabinett, Berlin; Stadtmuseum Berlin; Bröhan-Museum, Berlin; Jüdisches Museum Berlin; Kunsthalle Bremen; Stiftung Wilhelm Lehmbruck Museum, Duisburg; Kleist-Museum, Frankfurt/Oder; Graphische Sammlung, Coburg; Goethemuseum, Frankfurt/Main; Kupferstichkabinett Hamburg; Kunsthalle Mannheim; Landesmuseum Oldenburg; Karl-Ernst-Osthaus-Museum, Hagen; Rudelsburg, Bad Kösen; Graphische Sammlung der Staatsgalerie Stuttgart; Albertina, Wien; Herzog-August-Bibliothek, Wolfenbüttel; St.-Petri-Kirche in St. Petersburg; Hude/Oldenburg,